# Biel (Spagna)
Biel è un comune spagnolo di 230 abitanti situato nella comunità autonoma dell'Aragona.